# Illes Chatham
Les illes Chatham (Rekohu en llengua moriori) són un arxipèlag de Nova Zelanda localitzat a l'oceà Pacífic que comprèn deu illes en un radi de 40 km. L'arxipèlag està situat 800 km a l'est de Christchurch, a Nova Zelanda. Les illes pertanyen oficialment a aquest país des del 1842.

## Geografia
La superfície total de les illes és de 996 km² i gairebé tota correspon a les dues illes majors, Chatham (on hi ha la capital, Waitangi) i Pitt. Aquestes illes principals són les úniques habitades, i les illes menors són, en gran part, reserves d'accés restringit o prohibit. Les illes són a prop dels antípodes de Catalunya.

### Clima
El clima varia depenent de l'estació: a l'estiu, la temperatura màxima pot arribar als 34,5 °C i a l'hivern als 6.

### Integració territorial
Les illes són:
- Chatham (Wharekauri)
- Pitt
- Petita Mangere
- Star Keys (Motuhope)
- Forty-Fours (Motuhara)
- Mangere
- Rabbit
- Sud-oest (Rangatira)
- Les Germanes (Rangitatahi)
- La Piràmide (Tarakoikoia)

La majoria d'aquestes terres estan cobertes per falgueres i pastures, encara que hi ha algunes zones de bosc. El terreny és accidentat, més a l'illa Pitt que a les altres. El punt més alt, amb 290 m, està situat en aquesta illa.
L'illa Chatham, la principal d'aquest conjunt, té nombrosos llacs i llacunes, i el més gran és la llacuna Te Whanga. Altres llacs de l'illa Chatham són el Huro i el Rangitahi. Entre els rierols hi ha el Te Awainanga i el Tuku.

## Història
Els primers habitants d'aquestes illes pertanyien a tribus immigrants de la Polinèsia que s'hi van establir al voltant de l'any 1000, i d'aquest aïllament en va sorgir el poble moriori. L'origen exacte d'aquesta gent encara és controvertit. Alguns pensen que van arribar directament de les illes de la Polinèsia situades més al nord, però en l'actualitat les teories més acceptades veuen els moriori com a provinents de Nova Zelanda. Aquest debat té un matís polític, ja que els actuals habitants maoris, descendents d'aquells que van envair i conquerir l'arxipèlag el 1832, reclamen un accés als drets ancestrals maoris. Un extens report sobre aquestes reclamacions, Rekohu, ha estat publicat pel Tribunal Waitangi.
La població moriori de les illes arriba a 2.000 habitants. Viuen com a caçadors i recol·lectors, i obtenen l'aliment del mar i de la flora nativa. Aquesta societat va viure pacíficament, amb petites organitzacions, però mantenint una població estable mitjançant la castració d'un cert percentatge dels nens.
El nom de les illes Chatham prové del vaixell "HMS Chatham". El capità de la nau, William R. Broughton, hi va desembarcar el 29 de novembre de 1791 i va reclamar la possessió per a la Gran Bretanya. Els caçadors de foques i de balenes aviat van fer d'aquestes illes un centre de la seva activitat. La pesca contínua contribuïa significativament a l'economia, tot i que la indústria relacionada amb les foques i les balenes va cessar l'activitat al voltant del 1861.

## Demografia
El cens del 2001 va registrar una població de 717 habitants a les illes Chatham.

## Literatura
L'illa Chatham s'esmenta, amb la seva latitud i longitud exactes, en l'obra de Jules Verne "Robur el Conqueridor", on es descriu com "una gegantina estrella de mar de tres puntes".